# 사랑이라 부를 수 있을까 (인공위성의 음반)
《사랑이라 부를 수 있을까》는 1993년 발매된 인공위성의 정규 1집 음반이다. 서울대학교 합창단 출신인 인공위성 멤버들은 1991년 영국 6인조 아카펠라 그룹 킹스 싱어즈(The King's Singers)의 내한공연을 보고  아카펠라 팀 베거스 싱어즈를 결성했다. 1993년에 음반을 제작할 팀을 물색하던 임진모는 SBS 《주병진 쇼》에 출연한 베거스 싱어즈의 깨끗한 음악이 당시 전자음에 식상해하는 분위기에 맞을 것 같다고 생각해 정규 음반 《사랑이라 부를 수 있을까》를 만들었고, 그해 9월 음반을 발매해 인공위성으로 정식 데뷔했다.
아카펠라를 일반에 널리 보급하겠다는 취지로 만들었다.  〈사랑이라 부를 수 있을까〉, 〈2→6〉, 〈하얀 동화의 나라〉, 〈내 노래는〉, 〈웃음 떠난 이 자리에〉는 인공위성 멤버들이 만든 신곡이며 나머지 곡들은 국내외 유명곡을 아카펠라로 부른 것이다. 인공위성 멤버들이 서울대학교 합창 동아리 출신이어서 화제를 모았다.
발매 한달만에 10만 장이 팔렸고 1994년 1월에도 음반 판매량을 집계하는 뮤직박스 차트에서 10위 안에 들 정도로 반응이 좋았다. 인공위성은 KBS 2TV 《지구촌 영상음악》에서 조사한 1994년을 이끌 팝스타 설문에서 17.5%의 지지를 얻어 2위를 차지하기도 했다. 최종적으로 40만 장의 판매량을 기록했다.
1994년 《한겨레》 김정곤 기자는 인공위성 멤버들이 작곡한 곡은 〈사랑이라 부를 수 있을까〉 등 1~2곡을 제외하면 리듬의 아름다움이 다소 떨어지지만, 기존 명곡을 아카펠라로 편곡한 곡들은 호평하고 아카펠라의 생명이 리듬과 화음임을 정확히 보여주는 음반이라고 평했다.
대표곡 〈사랑이라 부를 수 있을까〉는 2022년 프로젝트 리본의 여름방학 프로젝트에 참여한 클라씨가 리메이크했으며 9월 25일 디지털 싱글로 발매되었다.

## 수록곡
| #            | 제목                        | 작사          | 작곡          | 편곡         | 재생 시간 |
| ------------ | --------------------------- | ------------- | ------------- | ------------ | --------- |
| 1.           | 〈사랑이라 부를 수 있을까〉 | 김영식        | 김영식        | 김영식       | 3:32      |
| 2.           | 〈2→6〉                     | 이상준        | 이상준        |              | 2:51      |
| 3.           | 〈제주도의 푸른 밤〉        | 최성원        | 최성원        |              | 3:31      |
| 4.           | 〈산 할아버지〉             | 김창훈        | 김창훈        | 김영식       | 3:21      |
| 5.           | 〈시청앞 지하철 역에서〉    | 김창기        | 김창기        |              | 4:18      |
| 6.           | 〈하얀 동화의 나라〉        | 김영식        | 김영식        | 김영식       | 4:27      |
| 7.           | 〈내 노래는〉               | 권오준        | 권오준        | 권오준       | 3:39      |
| 8.           | 〈웃음 떠난 이 자리에〉     | 김형철        | 김형철        |              | 2:31      |
| 9.           | 〈축가 (축 결혼)〉          | 송창식        | 송창식        | 김영식       | 2:38      |
| 10.          | 〈Love of My Life〉         | 프레디 머큐리 | 프레디 머큐리 | 김영식       | 4:05      |
| 11.          | 〈나뭇잎 사이로〉           | 조동진        | 조동진        | 김영식       | 3:06      |
| 12.          | 〈고향의 봄〉               | 이원수        | 홍난파        |              | 3:03      |
| 13.          | 〈Evergreen〉               | Joe Tanner    |               | 김영식       | 3:00      |
| 총 재생 시간 | 총 재생 시간                | 총 재생 시간  | 총 재생 시간  | 총 재생 시간 | 44:02     |

## 같이 보기
- 사랑이라 부를 수 있을까 : 2022년 클라씨 리메이크곡